# Estrada europeia 82

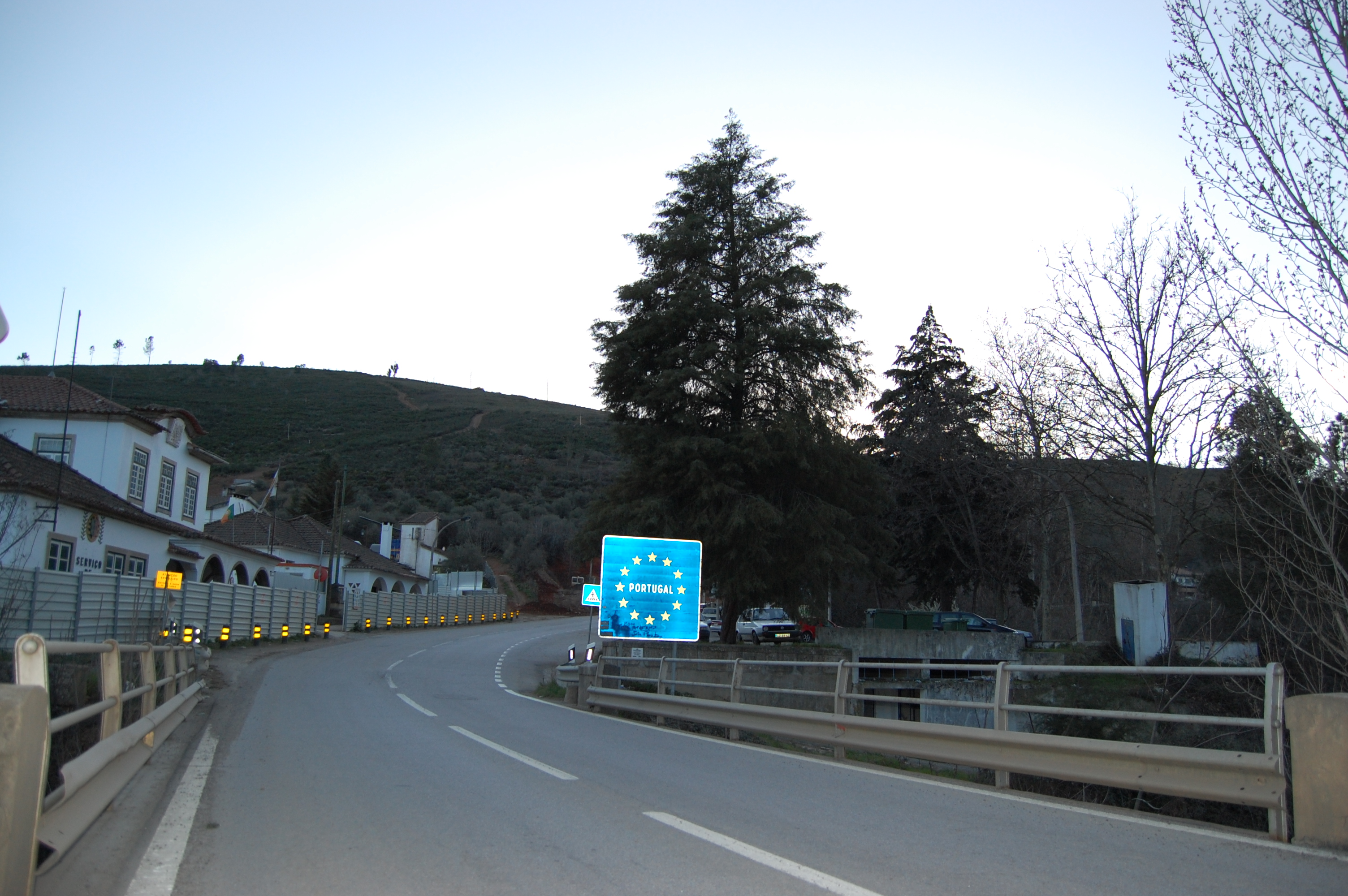

A Estrada Europeia 82 ou E82 inicia-se em Matosinhos na A4 e estende-se até Tordesilhas (Espanha), entrando na N122. Tem uma extensão de 380 km.

## Itinerário
- Matosinhos – Vila Real – Bragança
- Zamora – Tordesilhas